# 東洋町議リコール訴訟
東洋町議リコール訴訟（とうようちょうぎリコールそしょう）は地方議員の解職請求において請求代表者に公務員が含まれていたことで住民の署名簿を無効としたことの取り消しを求めた訴訟。

## 概要
2008年4月に高知県東洋町の農業委員ら6人は高レベル放射性廃棄物処分場の調査を積極的に受け入れたとして田島毅三夫町議の解職（リコール）を求めて署名を集め、1124人分の署名簿を東洋町選挙管理委員会に提出したが、5月2日に町選挙管理委員会は請求代表者の1人が農業委員だったため、地方自治法施行令等の法令に定める正規の手続きによらない署名として無効と決定し、住民は異議申し立てを行なったが棄却された。6月に住民らは地方自治法の条文は解職の投票に限って公職選挙法を準用しているにすぎず、解職の請求手続きには準用しないため、農業委員であっても請求代表者になることができ、無効の決定は参政権を侵害するものとして町選挙管理委員会の決定について取り消しを求めて提訴した。なお、請求代表者は請求に必要な署名を集める他、住民投票の際は開票立会人の選任や結果への異議申し立て等を行う職務がある。
同年12月5日に高知地裁は「農業委員が代表者となった署名はすべて無効」として請求を棄却した。住民は地方自治法に基づき、最高裁に上告した。
2009年11月18日に最高裁は地方自治法がリコールについて請求と投票の2段階に分けて規定を設けていることをあげ、「公務員が請求代表者になることの禁止は投票段階にだけ適用される。地方自治施行令が請求段階について規定することは許されず、請求代表者の資格制限部分は無効。」と結論づけ、公選公職の解職請求において公務員が請求代表者になれないとした地方自治施行令を無効と判断した。公務員を請求代表者として集めた署名を無効とした青森県内の村における事案に関する1954年5月の最高裁判例を55年ぶりに変更した。15人中12人の賛成意見で多数意見であった。最高裁はリコール請求代表者の資格制限が必要かどうかの判断は示していないが、「制限を設けるのならば、その範囲は可能な限り法律で明確に規定されることが望ましい」とした。堀籠幸男、古田佑紀、竹内行夫の3裁判官は「解職請求の代表者に公務員が就けば、地位を利用して住民の投票に不当な影響を及ぼす可能性がある」と反対意見を述べた。
署名を有効とした最高裁判決を受け、同年11月24日に住民は住民投票の請求のために署名簿を提出したが、署名簿がコピーだったことから、町選挙管理委員会は有効性を検討し、「無効の判断をした1年半前に原本は返しており、代表者がコピーを提出した理由は分からない」とした上で「選管に残っていたコピーと提出されたコピーが一致した。法律に原本でないといけないという条文がない。」として11月27日に正式に受理し、住民投票を進める段階に入った。田島町議は当初は「提出する署名簿は原本が常識。だから、条文には書かれていないのではないか。」として弁明書提出の前に異議申し立てやリコール手続きの差し止め請求を検討していた。町議の任期満了が2010年1月29日である中で町議選の投票日である同年1月17日に住民投票を予定し、住民投票には町議選と同日の場合でもさらに約100万円が必要と見られていたが、田島町議は2010年1月の町議選には5期目の当選を目指して立候補する姿勢を示す中で住民投票で解職となっても町議選で当選すれば任期満了後の1月30日から5期目として復職できるため「12日間の任期のために町が多額の経費をかけて住民投票を行うのは心苦しい。町議選で有権者の判断を仰ぎたい。」として2009年12月28日に町議を辞職した。住民投票の告示日は12月28日であったが、同日に田島町議が辞職したことにより田島町議解職に関する住民投票は行われないことになった。